# Лутинка (приток Ящеры)
Лутинка — река в России, протекает по Ленинградской области.
Исток — у посёлка Дивенский в Гатчинском районе. Течёт на юг, принимает притоки: левый — Громов, правый — Хмелинку. Пересекает границу Лужского района, и в 3,6 км от устья принимает левый приток — Вяленку.
Впадает в Ящеру с левого берега в 51 км от её устья, восточнее деревни Низовская и одноимённой железнодорожной платформы, западнее деревни Луги. Длина реки составляет 21 км.

## Данные водного реестра
По данным государственного водного реестра России относится к Балтийскому бассейновому округу, водохозяйственный участок реки — Луга от в/п Толмачево до устья. Относится к речному бассейну реки Нарва (российская часть бассейна).
Код объекта в государственном водном реестре — 01030000612102000026077.